# 保罗·R·埃利希
保罗·拉尔夫·埃利希（英語：Paul Ralph Ehrlich，1932年5月29日—），出生在宾夕法尼亚州费城，美国生态学家，斯坦福大学生物学教授。他是一个著名的昆虫学家，专门研究蝴蝶。他也是主题区域人口过剩的研究者和作家。埃利希是斯坦福大学保护生物学中心主任。他是美国艺术与科学学院、美国哲学学会、美国科学院、美国科学促进会的成员。

## 学术研究
埃利希在斯坦福大学的研究小组研究了沼泽贝母自然种群。他在生物地理学领域亦有贡献，探讨了人类活动对生物多样性的影响。1990年获克拉福德奖。
1. ↑  Professor Paul R. Ehrlich ForMemRS （页面存档备份，存于）, The Royal Society, retrieved September 26, 2012.